# Upogebia laemanu
Upogebia laemanu is een tienpotigensoort uit de familie van de Upogebiidae. De wetenschappelijke naam van de soort is voor het eerst geldig gepubliceerd in 1990 door Ngoc-Ho.